# 宮崎莉緒
宮崎 莉緒（みやざき りお、2002年10月5日 - ）は、日本のモデル、チアリーダー。ミス・ユニバース・ジャパン2023日本代表として知られる。

## 経歴
2002年、静岡県牧之原市出身。地元の牧之原市立細江小学校1年生の時にチアダンスをはじめ、中学校からチアダンスの強豪校で知られる東海大静岡翔洋中等部へ進学し高校卒業まで東海大静岡翔洋中高チア＆ダンス部に所属する。卒業後は、共立女子大学家政学部児童学科へ進学。
2023年3月21日、ベストオブミス2023静岡大会でグランプリに選ばれ、ミス・ユニバース・ジャパン2023静岡県代表となる。
2023年8月30日、東京・代々木山野ホールにて開催されたミス・ユニバース(R) ジャパン ファイナルにおいて、グランプリを獲得し日本代表に選ばれた。
2024年12月、ファイターズガールの2025年新メンバーオーディションに合格。

## 人物
趣味・特技はチアダンス。子どもの貧困分野に興味があり、大学で幼児教育を学んでいる。
実兄は、札幌テレビ放送(STV)アナウンサーの宮崎愛瑠である。